# Sirabarbett
Sirabarbett (Capito fitzpatricki) är en fågel i familjen amerikanska barbetter inom ordningen hackspettartade fåglar.

## Utbredning och systematik
Sirabarbetten förekommer enbart i centrala Peru. Den kategoriserades tidigare som underart till rödbandad barbett (C. wallacei).

## Status
IUCN kategoriserar arten som nära hotad.